# Il Quotidiano della Calabria
Il Quotidiano della Calabriaest un quotidien italien régional (de la région Calabre) fondé le 13 juin 1995 avec comme titre Quotidiano di Cosenza e provincia, sur une initiative de l'éditeur, la Finedit Srl du groupe Dodaro, comme un quotidien vraiment régional. Le 4 juin 1996, débute également une édition à Reggio de Calabre et la publication devient Il Quotidiano della Calabria. Le 12 juin 1996, apparaît également l'édition de Catanzaro à laquelle succède celle de Crotone le 16 avril 1997 et celle de Vibo Valentia le 1er juillet 1997. Il existe quatre éditions différentes.

## Rédactions
- Cosenza via Mattia Preti, 7 - 87040 Castrolibero (CS)
- Catanzaro via Milano, 9 - 88100 Catanzaro
- Crotone piazza Pitagora, 19 - 88900 Crotone
- Reggio Calabria via Cavour, 30 - 89100 Reggio Calabria
- Vibo Valentia corso Vittorio Emanuele III, 58- 89900 Vibo Valentia

Le directeur de la publication est Ennio Simeone, le directeur responsable Emanuele Giacoia et le vice-directeur Matteo Cosenza. Le rédacteur en chef principal est Cristina Vercillo.
Le même éditeur publie depuis 2002 également Il Quotidiano della Basilicata dans la région voisine de la  Basilicate.